# تختخواب‌ها دارند می‌سوزند
«تختخواب‌ها دارند می‌سوزند» (به انگلیسی: Beds Are Burning) ترانه‌ای از گروه راک استرالیایی میدنایت اویل است که در سال ۱۹۸۷ منتشر شد. این ترانه یکی از قطعه‌های آلبوم دیزل و غبار بود که در قالب دومین تک‌آهنگ از آن آلبوم منتشر شد.
«تختخواب‌ها دارند می‌سوزند» راجع به نژادپرستی است. میدنایت اویل در این ترانه به این موضوع می‌پردازند که بومیان استرالیا که به زور از بخش‌هایی از آن سرزمین رانده شدند تا راه را برای کشاورزی و معدن باز کنند، باید از حق مالکیت برخوردار باشند و «چیزی که متعلق به آنهاست به‌شان پس داده شود».
«تختخواب‌ها دارند می‌سوزند» نه تنها در استرالیا بلکه در دیگر کشورهایی که قلمروی خود را به‌زور اسلحه به دست آورده بودند به‌طور قابل توجهی خوب عمل کرد و در ایالات متحده، کانادا و آفریقای جنوبی هم به رده‌های بالای جدول‌های فروش راه پیدا کرد.

## فهرست قطعه‌های تک‌آهنگ
| نسخهٔ صفحهٔ ۷ اینچی استرالیا | نسخهٔ صفحهٔ ۷ اینچی استرالیا | نسخهٔ صفحهٔ ۷ اینچی استرالیا | نسخهٔ صفحهٔ ۷ اینچی استرالیا |
| شماره                      | نام                        | نویسنده(ها)                | مدت                        |
| -------------------------- | -------------------------- | -------------------------- | -------------------------- |
| ۱.                         | «تختخواب‌ها دارند می‌سوزند»  | هرست، موگینی، گارت         | ۳:۵۲                       |
| ۲.                         | «بزرگراه گان‌بارل»          | هرست، موگینی، گارت         | ۳:۳۷                       |

| نسخهٔ صفحهٔ ۱۲ اینچی/سی‌دی مکسی استرالیا | نسخهٔ صفحهٔ ۱۲ اینچی/سی‌دی مکسی استرالیا | نسخهٔ صفحهٔ ۱۲ اینچی/سی‌دی مکسی استرالیا | نسخهٔ صفحهٔ ۱۲ اینچی/سی‌دی مکسی استرالیا |
| شماره                                 | نام                                   | نویسنده(ها)                           | مدت                                   |
| ------------------------------------- | ------------------------------------- | ------------------------------------- | ------------------------------------- |
| ۱.                                    | «تختخواب‌ها دارند می‌سوزند»             | هرست، موگینی، گارت                    | ۳:۵۲                                  |
| ۲.                                    | «بزرگراه گان‌بارل»                     | هرست، موگینی، گارت                    | ۳:۳۷                                  |
| ۳.                                    | «بعضی وقت‌ها»                          | هرست، موگینی، گارت                    | ۳:۴۵                                  |

| نسخهٔ صفحهٔ ۱۲ اینچی بریتانیا | نسخهٔ صفحهٔ ۱۲ اینچی بریتانیا                         | نسخهٔ صفحهٔ ۱۲ اینچی بریتانیا                   | نسخهٔ صفحهٔ ۱۲ اینچی بریتانیا |
| شماره                       | نام                                                 | نویسنده(ها)                                   | مدت                         |
| --------------------------- | --------------------------------------------------- | --------------------------------------------- | --------------------------- |
| ۱.                          | «تختخواب‌ها دارند می‌سوزند» (نسخهٔ تک‌آهنگ)             | هرست، موگینی، گارت                            | ۴:۱۵                        |
| ۲.                          | «تختخواب‌ها دارند می‌سوزند» (Yuendumu Percapella Mix) | هرست، موگینی، گارت                            | ۴:۲۷                        |
| ۳.                          | «قلب مرده» (نسخهٔ بلند مدت)                          | هرست، موگینی، گارت، مارتین روتسی، پیتر گیفورد | ۶:۰۷                        |

## موقعیت در جدول‌های فروش موسیقی
| چارت (۱۹۸۷–۱۹۸۹)                                 | بالاترین جایگاه |
| ------------------------------------------------ | --------------- |
| استرالیا (کنت میوزیک ریپورت)                     | ۶               |
| بلژیک (اولتراتاپ ۵۰ فلاندرز)                     | ۲               |
| تک‌آهنگ‌های برتر کانادا (آرپی‌ام)                   | ۱               |
| دنس/اربان کانادا (آرپی‌ام)                        | ۲۰              |
| اروپا (یوروچارت هات ۱۰۰)                         | ۲۰              |
| فرانسه (اس‌ان‌ئی‌پی)                                | ۵               |
| ایرلند (ایرما)                                   | ۱۱              |
| هلند (۴۰ آهنگ برتر)                              | ۳               |
| هلند (۱۰۰ تک‌آهنگ برتر)                           | ۳               |
| نیوزیلند (ریکوردد میوزیک ان‌زد)                   | ۱               |
| آفریقای جنوبی (رادیو اسپرینگ‌باک)                 | ۱               |
| سوئد (فهرست برترین‌های سوئد)                      | ۱۷              |
| تک‌آهنگ‌های بریتانیا (اوسی‌سی)                      | ۶               |
| ایالات متحدهٔ آمریکا بیلبورد هات ۱۰۰              | ۱۷              |
| ایالات متحدهٔ آمریکا مین‌استریم راک (بیلبورد)      | ۶               |
| ایالات متحدهٔ آمریکا ترانه‌های دنس کلاب (بیلبورد)  | ۲۰              |
| ایالات متحدهٔ آمریکا چارت تک‌آهنگ‌های رقص (بیلبورد) | ۴۵              |
| ایالات متحدهٔ آمریکا ۱۰۰تای برتر مجلهٔ کَش‌باکس      | ۲۶              |

| چارت (۲۰۲۰)                          | بالاترین جایگاه |
| ------------------------------------ | --------------- |
| لهستان (۱۰۰ آهنگ برتر ایرپلی لهستان) | ۵۸              |

| چارت (۱۹۸۷)                  | جایگاه |
| ---------------------------- | ------ |
| استرالیا (کنت میوزیک ریپورت) | ۲۱     |

| چارت (۱۹۸۸)                        | جایگاه |
| ---------------------------------- | ------ |
| بلژیک (اولتراتاپ ۵۰ فلاندرز)       | ۴۷     |
| تک‌آهنگ‌های برتر کانادا (آرپی‌اِم)     | ۶      |
| اروپا (یوروچارت هات ۱۰۰)           | ۸۴     |
| هلند (۴۰ آهنگ برتر هلند)           | ۲۵     |
| هلند (۱۰۰ تک‌آهنگ برتر هلند)        | ۳۰     |
| نیوزیلند (انجمن صنعت ضبط نیوزیلند) | ۱۱     |
| آفریقای جنوبی (رادیو اسپرینگ‌باک)   | ۱۰     |

| چارت (۱۹۸۹)                       | جایگاه |
| --------------------------------- | ------ |
| تک‌آهنگ‌های بریتانیا (آفیشال چارتس) | ۹۹     |